# Digimon World 2
Digimon World 2 (デジモンワールド2, Dejimon Wārudo Tsu) est un jeu vidéo de rôle et de donjon, développé et publié par Bandai sur PlayStation, issu de la franchise japonaise Digimon. Le jeu est publié le 27 juillet 2000 au Japon, et le 19 mai 2001 en Amérique du Nord. Aucune sortie n'a été effectuée en Europe.
Le joueur contrôle Akira, un digisauveur dont le but est de sauver les digimon et le digimonde d'une catastrophe imminente, avec l'aide de plusieurs digimon qu'il rencontrera au fil de ces aventures.

## Système de jeu
Un jeune garçon du nom d'Akira réside à Digital City, une ville localisée dans le Directory Continent, où les digimon vivent en harmonie. L'harmonie est rompue lorsque la ville est attaqué par un digimon maléfique. Akira, dont le but est devenir protecteur de sa ville, se joint à un autre garde appelé Zudokorn, chargé de sa sécurité. Au début du jeu, le joueur finit son entraînement et part rejoindre Zudokorn ; le joueur a ensuite pour option de choisir entre l'équipe « Sabre noir », l'équipe « Faucon d'or », et l'équipe « Dragon azur » (traductions littérales). Le chef des équipes, qui a pour but de chasser tout digimon maléfique, confie les missions à Akira.
Digimon World 2, contrairement au précédent opus, Digimon World (1999), se joue principalement dans un type de donjon avec, comme but premier, d'entrainer des digimon afin de battre des adversaires encore plus puissants. Le joueur explore de vastes labyrinthes à bord d'un tank nommé Digi-Beetle (ce tank a, par défaut le nom de Gunner). Comme pour le personnage d'Akira, le joueur peut éventuellement renommer son tank. Les murs du donjon sont truffés de pièges tels que des mines, des champs d'énergie appelés « électro-spores », des pierres géantes, des sols acides, des pions, ou plus importants encore, des ennemis digimon. La plupart des pièges sont disposés en tant qu'items qui peuvent être achetés dans les recoins du jeu. Cependant, le tank ne dispose que d'un inventaire limité et requiert une utilisation réfléchie. Typiquement, il existe un boss de fin de niveau, cela peut être un digimon ou un dompteur. Une fois le boss vaincu, le joueur se dirige vers une porte de sortie.
La digivolution est l'un des moments clés du jeu. Il consiste à faire se transformer un digimon en une créature d'un niveau supérieur. Un digimon disciple se digivolve en digimon champion. Du champion, il passe tout de suite au niveau ultime, et de l'ultime au mega (considéré aussi comme niveau ultime dans le jeu). Le joueur pourra faire se digivolver ses monstres par l'intermédiaire des jeux de cartes. À noter que les combats de digimon s'effectuent à trois contre trois.

## Développement
Bandai annonce la sortie de Digimon World 2, peu après celle de Digimon World au Japon. Aucune sortie n'a été ni annoncée, ni effectuée en Europe et les pays francophones.

## Accueil
Digimon World 2 est accueilli avec une note générale de 27 sur 40 par les lecteurs du magazine japonais Weekly Famitsu. Il atteint une moyenne de 42 sur 100 sur l'agrégateur Metacritic, qui correspond à la catégorie « critiques généralement défavorables ». David Smith d'IGN considère le jeu comme « partant du même principe qu'un jeu de donjons », déclarant d'autre titres comme Torneko: The Last Hope, publié sur PlayStation comme étant « de meilleure qualité en la matière. » Même si les graphismes sont considérés comme vibrants et colorés, la qualité générale n'est pas du goût des critiques.